# Marcel Metoua
Marcel Kpamin Kouegbe Metoua (Attecoubé, 15 novembre 1988) è un ex calciatore ivoriano, di ruolo centrocampista.

## Carriera
Ha giocato nella prima divisione serba nel Banat Zrenjanin ed in quella moldava nello Sheriff Tiraspol, con cui ha anche giocato 2 partite nei preliminari di Europa League nella stagione 2011-2012, 4 partite nei preliminari di Champions League e 2 in quelli di Europa League nella stagione 2012-2013 e 4 partite nei preliminari di Europa League nella stagione 2013-2014, nella quale la sua squadra ha ottenuto la prima qualificazione della sua storia alla fase a gironi di Europa League; successivamente gioca anche 4 partite nella fase a gironi della medesima competizione, chiusa con l'eliminazione della sua squadra. Inizia la stagione 2014-2015 giocando da titolare sia nella vittoriosa partita di Supercoppa di Moldavia che nel 2-0 della partita d'andata del secondo turno preliminare di Champions League contro i montenegrini dello Sutjeska; gioca poi da titolare anche la vittoriosa partita di ritorno (3-0), al termine della quale lo Sheriff si qualifica per il secondo anno consecutivo al terzo turno preliminare di Champions League. Si è ritirato nel 2017, dopo due ulteriori stagioni (ed un ulteriore campionato vinto) con il club giallonero.

## Palmarès

### Club

#### Competizioni nazionali
- Campionato moldavo: 4

Sheriff Tiraspol: 2011-2012, 2012-2013, 2013-2014, 2015-2016
- Coppa di Moldavia: 1

Sheriff Tiraspol: 2014-2015
- Supercoppa di Moldavia: 4

Sheriff Tiraspol: 2013, 2014, 2015, 2016